# Fettavskiljare

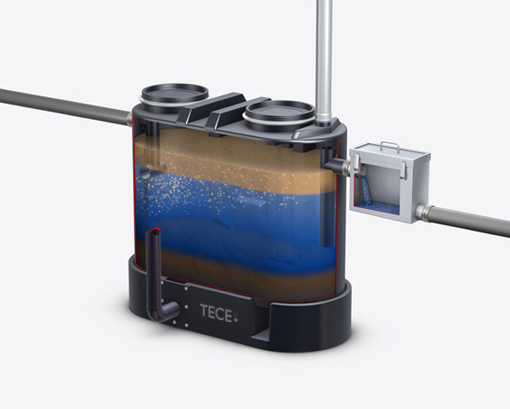
Fettavskiljare där fett ansamlas överst i behållaren, medan fasta ämnen sjunker till botten.

Fettavskiljare är en anordning som fångar upp de flesta sorters fetter innan de når det allmänna avloppet. Avskiljaren fungerar enligt principen att fett är lättare än vatten. En fettavskijare är en vattenbehållare där slam och tyngre partiklar sjunker till behållarens botten medan fettet ansamlas på vattenytan.
Fett som når ut i allmänna avloppet kyls ned och stelnar. Risk finns att fett fastnar på avloppsledningarnas väggar och så småningom täpper igen avloppsystemet.
Anläggningar där fettavskiljare ska vara installerade är bland annat: bagerier, slakterier, restauranger och konditorier.